# Molukse kaketoe
De Molukse kaketoe (Cacatua moluccensis) behoort tot de papegaaiachtigen. De vogel werd in 1788 door Johann Friedrich Gmelin geldig beschreven. Het is een door habitatverlies (ontbossing) en illegale jacht endemische, bedreigde soort op de Molukken.

## Kenmerken
De vogel is 46 tot 52 cm lang. Het is een grote, merendeels witgekleurde kaketoe. Opvallend is de zalmroze tot rode kuif en door het hele verenkleed ook roze tinten. De onderkant van de vleugels en de staart zijn oranjegeel. De snavel is donkergrijs, de poten zijn grijs en rond het oog is de naakte huid blauwachtig wit.

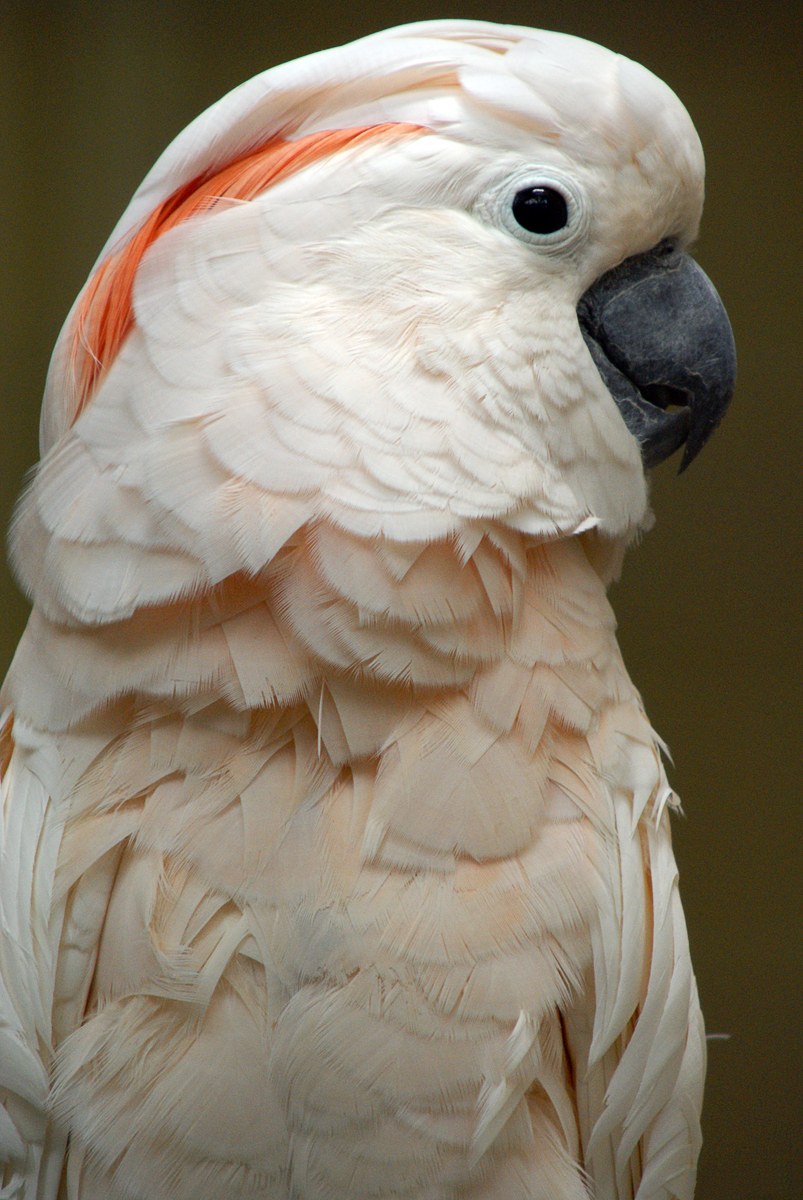
Portret van de Molukse kaketoe

## Verspreiding en leefgebied
Deze kaketoe komt alleen voor op de Zuid-Molukken, op de eilanden Seram en Ambon. Er zijn geen waarnemingen na de jaren 1990 van de eilanden Saparua en Haruku. Op Ambon is maar één plaats waar de vogel in het wild verblijft. Het leefgebied is tropisch bos in laagland, met een voorkeur voor ongerept regenwoud, maar daarnaast ook in secundair bos. Ze leven van zaden en vruchten.

## Status
De Molukse kaketoe heeft een beperkt verspreidingsgebied en daardoor is de kans op uitsterven aanwezig. De grootte van de populatie werd in 2024 door BirdLife International ruw geschat op 26 tot 53 duizend volwassen individuen. De populatie-aantallen nemen af door illegale jacht en vogelvangst ten behoeve van de handel, maar ook door habitatverlies De leefgebieden worden aangetast door ontbossing waarbij natuurlijk bos wordt omgezet in gebied voor intensief agrarisch gebruik, infrastructuur en menselijke bewoning. Het overblijvende bos wordt daardoor gemakkelijker toegankelijk. Om deze redenen staat deze soort als bedreigd op de Rode Lijst van de IUCN.
Er gelden wettelijke beperkingen voor de handel in deze kaketoe, want de soort staat in de Bijlage I van het Convention on International Trade in Endangered Species of Wild Fauna and Flora.